# Огнян Шошев
Огнян Шошев е български художник и дизайнер, професор по "Промишлен дизайн" и бивш ректор на Националната художествена академия. Работи основно в областта на индустриалния дизайн.

## Биография
Огнян Шошев е роден на 19 април 1934 г. в София. Починал през 2007 г. в София.
През 1967 г. завършва Висше художествено-промишлено училище в Прага (UMPRUM), в ателието на проф. Зденек Коварж обособено в Готвалдов (сега Злин), Чехословакия.
До 1958 г. работи в "Софпроект". В периода 1967-1981 г. работи като главен художествен ръководител на отдел "Машиностроене" в Централния институт за промишлена естетика. От 1981 г. става преподавател по индустриален дизайн в Националната художествена академия, заемайки академичната длъжност "асистент" в Катедра "Промишлен дизайн", на която след това е ръководител.
Като ректор наХудожествената академия от 22 февруари 1994 г. до 3 декември 1998 г. организира тържественото отбелязване на стогодишнината о основаването ѝ.
Той е един от учредителите на департамент "Дизайн" (тогава "Пластични изкуства") в Нов български университет, където преподава дисциплината "Дизайн".
Носител е на наградата "Златни ръце" за добър дизайн на машини за леене по метода на акад. Ангел Балевски.
Носител е на орден "Св. св. Кирил и Методий".